# Petrus Erlandi Wircknæus
Petrus Erlandi Wircknæus, född 1609 i Långaryds socken, död 19 juli 1687 i Visingsö socken, var en svensk kyrkoherde i Visingsö församling och prost i grevskapet Visingsborg.

## Biografi
Petrus Erlandi Wircknæus föddes 1609 i Långaryds socken. Han var son till kyrkoherden Erlandus Petri. Wircknæus blev 1637 student vid Uppsala universitet och disputerade 1648 (de actionum humanarum principiis, pres. Z. Humerus). Samma år blev han rektor på Visingsö skola. År 1659 blev han kyrkoherde i Visingsö församling och prost i grevskapet Visingsborg, men tillträdde först 1661. Wircknæus var 1672 riksdagsman. Under Wircknæus utfärdade kungen ett brev om att Ölmstads församling skulle läggas som annexförsamling till Visingsö. Beslutet fullbordades aldrig och Per Brahe den yngre förbättrade istället prostlägenheten med hemmanen Stora Roten, Gränna och Örnhult i Daretorps socken, Västergötland. Han avled 19 juli 1687 i Visingsö socken.
Wircknæus gifte sig första gången med Ebba Barbro Pedersdotter (död 1678). De fick tillsammans barnen Petrus (död 1652), Nicolaus, Gudmundus, Johannes, Östanus, Israel (död 1669), Helena, Anna, Sigrid och Catharina. Han gifte sig andra gången med Karin Knutsdotter Kylandra (född 1629). Hon var dotter till kyrkoherden Canutus Neokylander och Sigrid Nilsdotter i Vikingstads socken. Kylandra hade tidigare varit gift med kyrkoherden Andreas Kylander i Lommaryds socken.